# تارگوس
تارگوس (انگلیسی: Targus) شرکت الکترونیک آمریکایی است، که در سال ۱۹۸۳ تأسیس شد.